# Ryan Lance

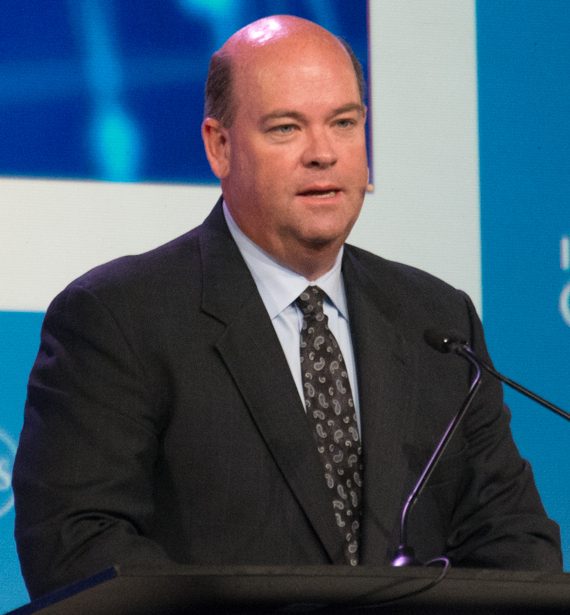
Ryan Lance

Ryan Michael Lance (* 21. Mai 1962) ist ein US-amerikanischer Ingenieur und Manager. Seit Mai 2012 ist er CEO des Ölkonzerns ConocoPhillips.

## Leben

### Ausbildung
Lance absolvierte die Great Falls High School in Great Falls, Montana. Anschließend erlangte er einen Bachelor of Science in Erdöltechnik der Montana Technological University, Teil der University of Montana, in Butte, Montana.

### Beruflicher Werdegang
Lance begann seine Karriere 1984 bei ARCO Alaska in 1984. 1989 wechselte in den Betrieb von ARCO im kalifornischen Bakersfield. 1992 zog er nach Midland, Texas, wo er bei der Untertagevergasung von ARCO im San Juan Basin arbeitete. 1994 kehrte er als Manager für Explorationsingenieurwesen, d. h. der technischen Erkundung neuer Fördergebiete, nach Alaska zurück. Von 1996 bis 1998 arbeitete er als Planungsmanager in Houston für Vastar Resources, einem ARCO-Spin-off, das später Amoco und BP fusionierte. 1998 fungierte er als Vizepräsident für den Western North Slope für ARCO Alaska, bis er 2001 zum General Manager der Phillips Petroleum Company für Kanada und das US-amerikanische Kernland wurde. Nach dessen Fusion mit  Conoco, Inc., übernahm er die gleichnamige Position 2002 bei ConocoPhillips. Seit Mai 2012 ist er Vorstandsvorsitzender und CEO des Unternehmens.
Er ist Mitglied des Board of Directors von Spindletop International, des American Petroleum Institute und der Independent Petroleum Association of America, sowie der Society of Petroleum Engineers.
Er ist Mitglied des Kuratoriums seiner Alma Mater.